# Poignard et Trahison
Pour plus de détails, voir Fiche technique et Distribution.
Poignard et Trahison (titre original : Locura de amor) est un film espagnol réalisé par Juan de Orduña, sorti en 1948.

## Synopsis
En 1504, doña Juana, fille des rois catholiques, et son époux, Felipe el Hermoso, sont couronnés rois de Castille. Alors que Juana est fidèle et vertueuse, Felipe est ambitieux et volage. Juana sombre alors dans la folie, pendant qu'un complot se prépare contre elle...

## Fiche technique
- Titre original : Locura de amor (Folie d'amour)
- Titre français : Poignard et Trahison
- Réalisation : Juan de Orduña
- Scénario : Carlos Blanco, Alfredo Echegaray et José María Pemán, d'après la pièce de Manuel Tamayo y Baus
- Photographie : José F. Aguayo
- Format : Noir et blanc - 1,37 : 1
- Musique : Juan Quintero
- Montage : Juan Serra
- Décors : Sigfrido Burmann
- Costumes : Manuel Comba, Peris
- Production : Cifesa
- Pays d'origine :  Espagne
- Genre : drame
- Durée : 112 minutes
- Date de sortie : 8 octobre 1948 à Madrid
- Affiche : Duccio Marvasi (France)

## Distribution
- Aurora Bautista : Dona Juana
- Fernando Rey : Felipe el Hermoso
- Sara Montiel : Aldara
- Jorge Mistral : Capitán Don Alvar
- Jesús Tordesillas : Don Filiberto de Vere
- Ricardo Acero : Don Carlos
- Félix Fernández : Mesonero
- Juan Espantaleón : Almirante

## Commentaire
Dans les premières années du régime franquiste, plusieurs films de propagande favorables à l'idéologie phalangiste furent réalisés, notamment Raza (Race, 1942), une superproduction financée par le Conseil de l'Hispanité et dont le scénario était issu d'une œuvre écrite par le général Franco lui-même sous le pseudonyme de Jaime de Andrade. Mais, on se rendit vite compte que ces réalisations montraient une Espagne divisée, alors qu'il fallait « ressouder la grande famille espagnole qui avait été déchirée par la guerre civile. »
C'est dans ce contexte qu'apparut la vogue des films historiques destinés à « exalter la grandeur d'un passé national mythifié. » José Luis Sáenz de Heredia, réalisateur de Raza, explique en effet : « Le public qui se diviserait en partisans et adversaires en face d'un thème social contemporain accueille avec une sympathie unanime les films qui lui rappellent un passé commun. »
Le cinéaste qui se spécialisa dans les superproductions historiques fut Juan de Orduña qui tourna sous l'égide de la Cifesa un cycle de quatre films. Le premier d'entre eux, Locura de amor (Poignard et trahison), sorti en 1948, fut un des plus grands succès commerciaux du cinéma espagnol de tous les temps, aussi bien en Espagne qu'en Amérique latine. Juan de Orduña avait mêlé l'intrigue amoureuse à la politique et déclaré que « pour que des films historiques soient supportables, ils devaient comporter à peine 20 à 30 % de rigueur historique étayée par 70 à 80 % d'imagination. »
De fait, María Adell Carmona écrit : « Considérer Locura de amor comme un film historique équivaut à croire que Le Monde de Nemo est un documentaire sur la vie sous-marine et que Blade Runner est une représentation exacte de ce qui attend la race humaine dans un futur pas si lointain. » En réalité, ajoute-t-elle, « Locura de amor n'est rien d'autre qu'un feuilleton grandiloquent avec un apparent fond historique. [...] Le film se rapproche davantage d’Elizabeth ou de Deux Sœurs pour un roi, autres feuilletons mélos et pseudo-historiques asphyxiés par leur atmosphère, que de la magistrale Reine Christine de Rouben Mamoulian [...] qui introduisait une réflexion intéressante sur la solitude qui accompagne le pouvoir. »
Toutefois, « cette habile manipulation qui servait de cadre à une tragique histoire d'amour était servie par des acteurs remarquables. » Parmi ceux-ci, Aurora Bautista, dans son premier rôle, interprète « exaltée de la tourmentée Juana. »